# Francisco Javier Clos Orozco
Francisco Javier Clos Orozco, conegut com a Paco Clos, (Mataró, 8 d'agost de 1960) és un exfutbolista català de la dècada de 1980, que va destacar com a davanter centre del FC Barcelona.

## Trajectòria esportiva
Format en les categories inferiors del FC Barcelona, va jugar com a davanter centre i sempre va destacar pel seu olfacte golejador. Dotat d'una gran fortalesa física, va destacar especialment per la seva gran rematada de cap.
Les seves millors temporades van ser la 1984-1985, en la qual va marcar 6 gols en 16 partits en la Lliga i va participar directament al fet que el FC Barcelona es proclamés campió, i la 1985-1986, en la qual va marcar 3 gols en 20 partits en la Lliga i va col·laborar al fet que l'equip arribés a les finals de la Copa del Rei i de la Copa d'Europa 1985-86.
Tan sols va jugar tres partits amb la Selecció espanyola, encara que ha passat a la història per ser l'autor del gol que va classificar a Espanya per disputar el Mundial de Mèxic de 1986.

## Clubs
- FC Barcelona: 1982-1988
- Reial Múrcia: 1988-1991
- Oriola Esportiva: 1991-1992

## Palmarès
- 1 Lliga: 1984-1985
- 2 Copa del Rei: 1983, 1988
- 1 Supercopa d'Espanya: 1983
- 2 Copa de la Lliga: 1982 i 1986